# Стасандрос
Стасандрос (на старогръцки: Στάσανδρος, Stasandros; на латински: Stasander, † 316 пр.н.е.) е гръцки генерал по времето на Диадохските войни и сатрап.
Стасандрос произлиза от кипърския Солой. На конференцията в Трипарадис през 320 пр.н.е. той сменя сънародника му Стасанор и получава като сатрап провинциите Ария и Дрангиана.
През 317/316 пр.н.е. той помага на Евмен от Кардия, като му дава 1500 инфантеристи, 1000 конници и множество бактрийски войници за борбата му против Антигон I Монофталм. Неговата съдба след битката при Габиена през зимата 316 пр.н.е. е неизвестна, вероятно и той е екзекутиран, както други от съюзниците на Евмен.
Победителят Антигон Монофталм поставя своя приближен Евитос и, след като той скоро умира,
Евагорас като управител в Ария и Дрангиана.
Историците предполагат понякога, че личностите Стасандрос и Стасанор са идентични, заради сходството на имената им и общия им географски произход.